# تفجيرات بغداد (15 تشرين الثاني 2014)
استهدفت التفجيرات عددًا من الأسواق المفتوحة وكذلك أيضًَا المناطق التجارية، في محاولة لإيقاع أكبر عدد من الضحايا. استهدفت التفجيرات عددًا من الأسواق المفتوحة والمناطق التجارية، في محاولة لإيقاع أكبر عدد من الضحايا. وقد أعلن تنظيم داعش الإرهابي مسؤوليته عن هذه التفجيرات.
وقعت تفجيرات بغداد في الخامس عشر من يناير في كانون الثاني 2014، عندما انفجرت ما لا يقل عن ثماني سيارات مفخخة في شمال ووسط وشرق بغداد، مما أسفر عن مقتل 40 مدنيًا وإصابة 88 آخرين.